# Gymnapogon urospilotus
Gymnapogon urospilotus és una espècie de peix pertanyent a la família dels apogònids.

## Descripció
- Pot arribar a fer 2,7 cm de llargària màxima.
- 7 espines i 9 radis tous a l'aleta dorsal i 2 espines i 9-10 radis tous a l'anal.[6][7]

## Hàbitat
És un peix marí, associat als esculls i de clima tropical (30°N-18°S) que viu entre 5 i 12 m de fondària.

## Distribució geogràfica
Es troba al Pacífic: des de Taiwan i les illes Ryukyu fins a les illes de la Societat i la Micronèsia.

## Observacions
És inofensiu per als humans, de costums nocturns i forma moles amb joves d'altres apogònids.